# Stavkirke de Ringebu
La stavkirke de Ringebu (église médiévale de Ringebu) est située à 50 km au nord de Lillehammer dans la vallée du Gudbrandsdalen en Norvège.
Elle comporte trois nefs et fut construite à la fin du XIIe siècle. Vers 1630, elle fut reconstruite avec un plan cruciforme.
Les images de saint Laurent sont médiévales, l'autel date de 1686, le chœur et la chaire sont de 1702.
On remarquera que la flèche de cette stavkirke est peinte en rouge ainsi que la présence d'un beffroi, comme dans bon nombre de stavkirker.

## Galerie photographique

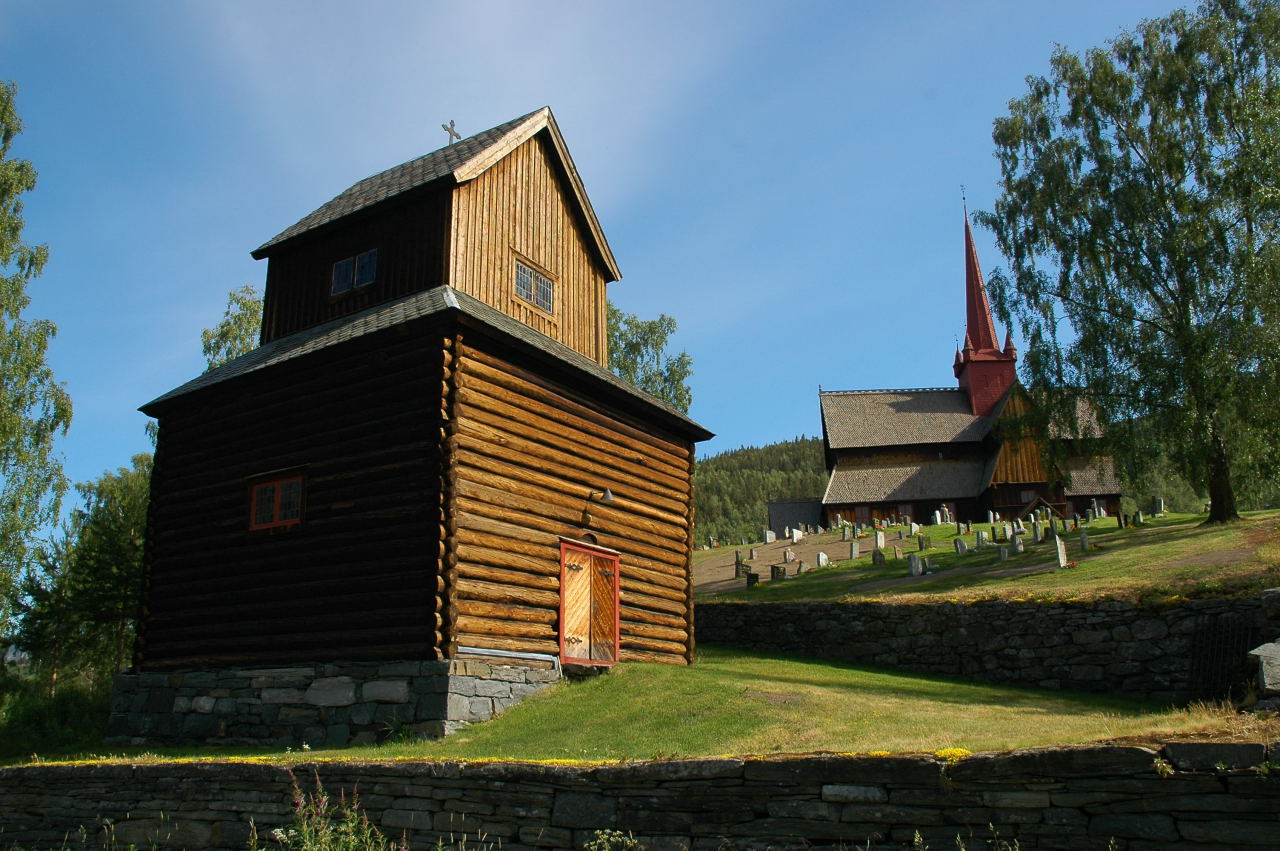
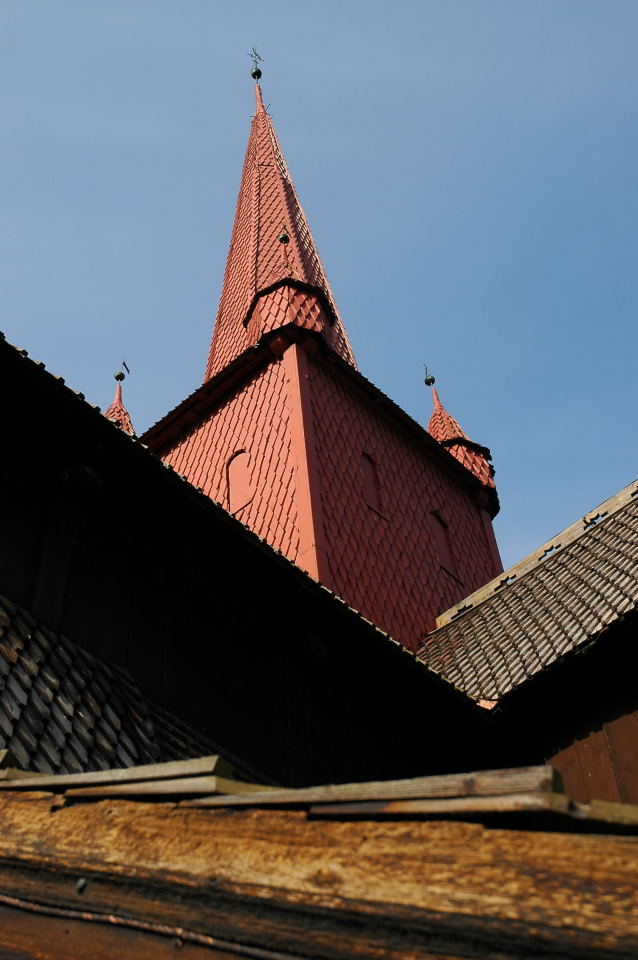
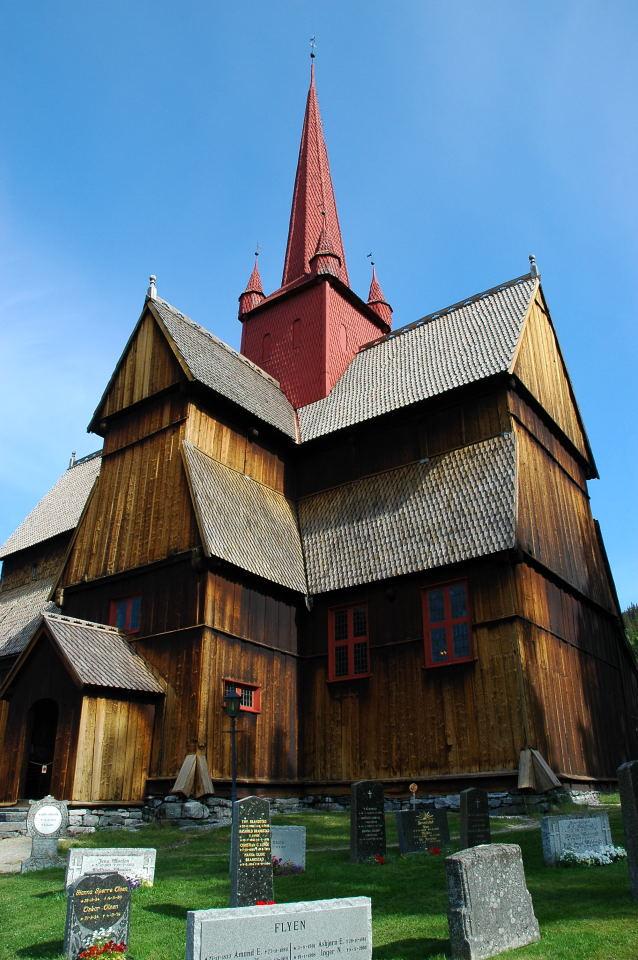
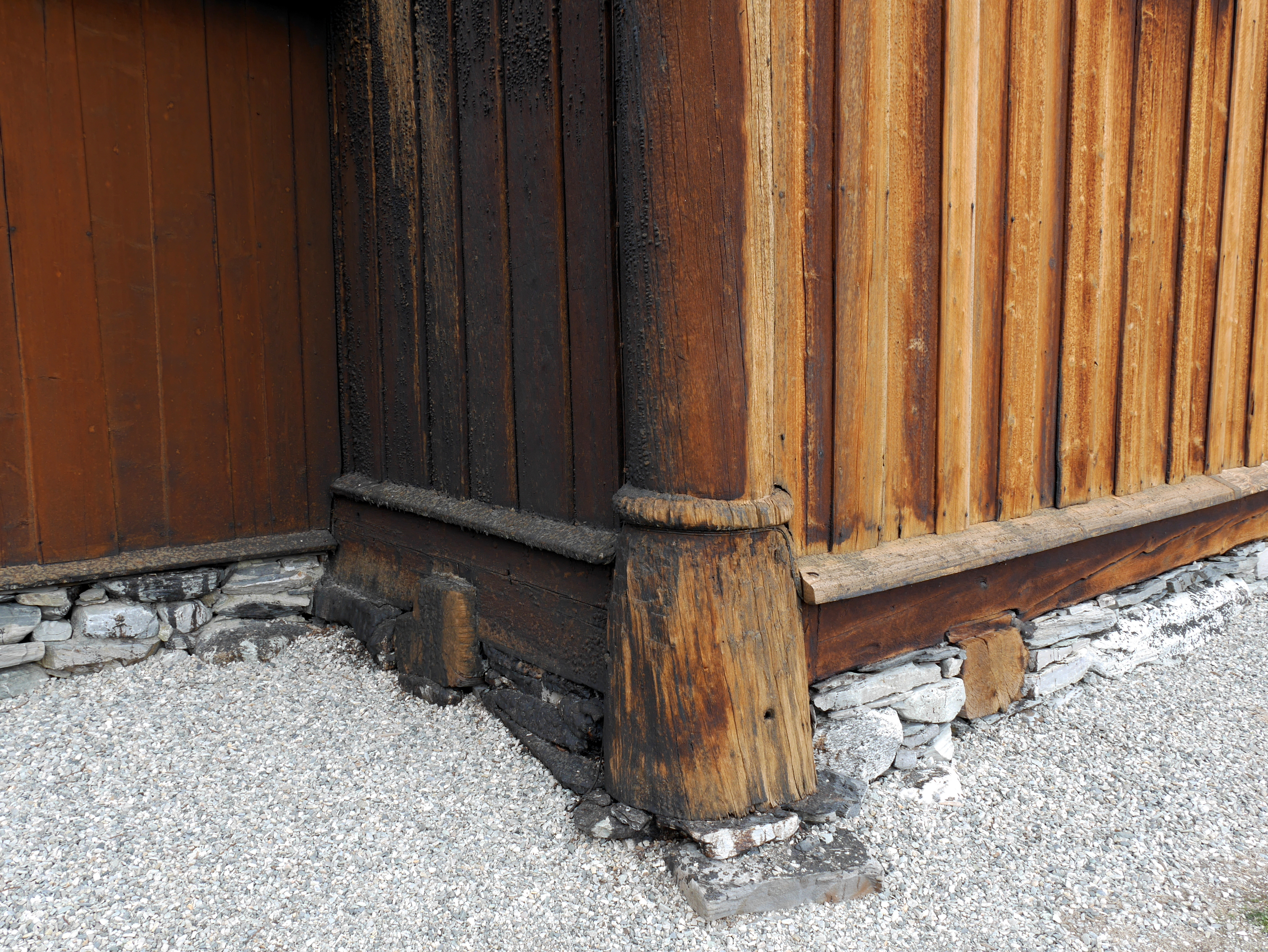
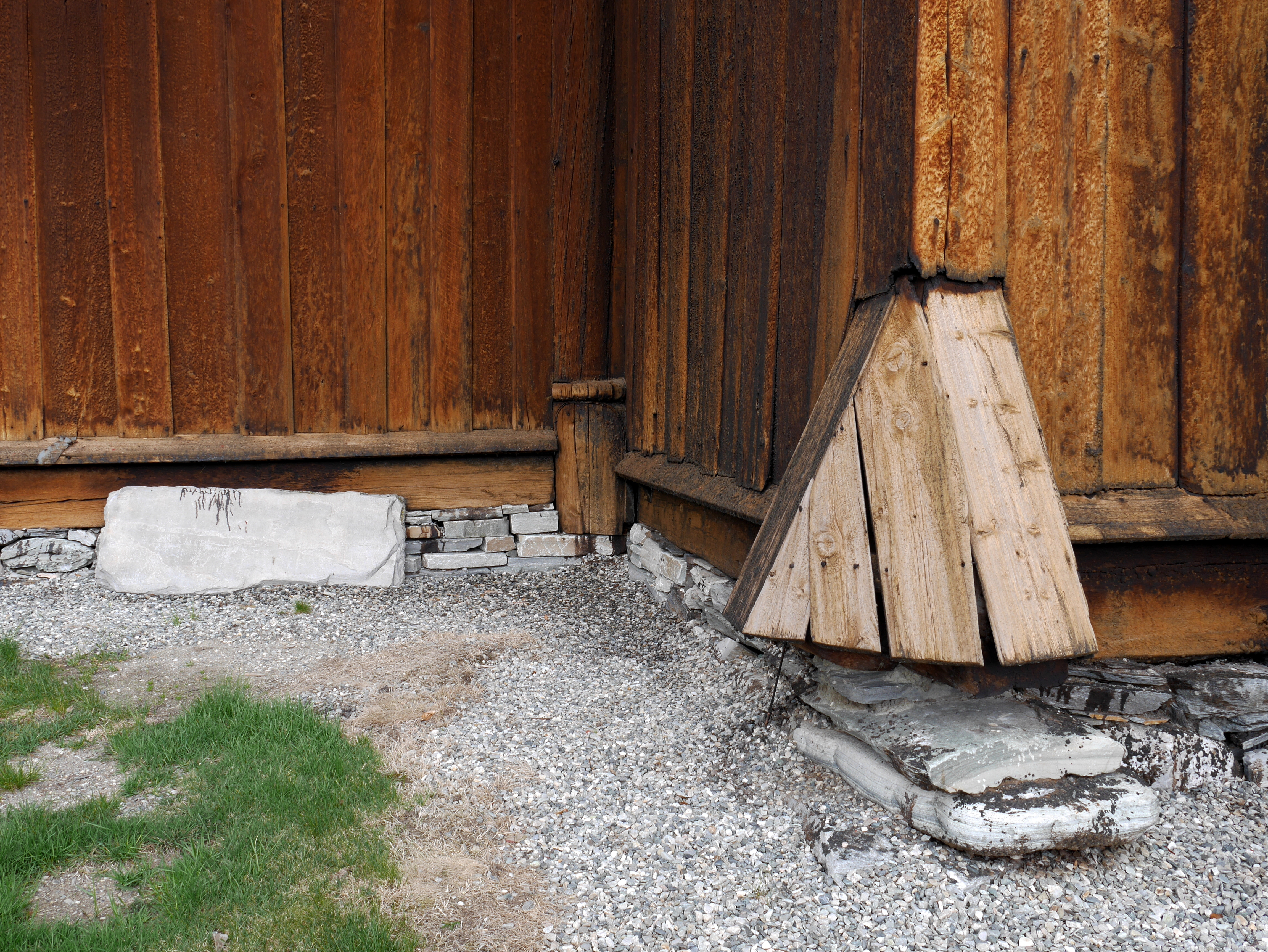
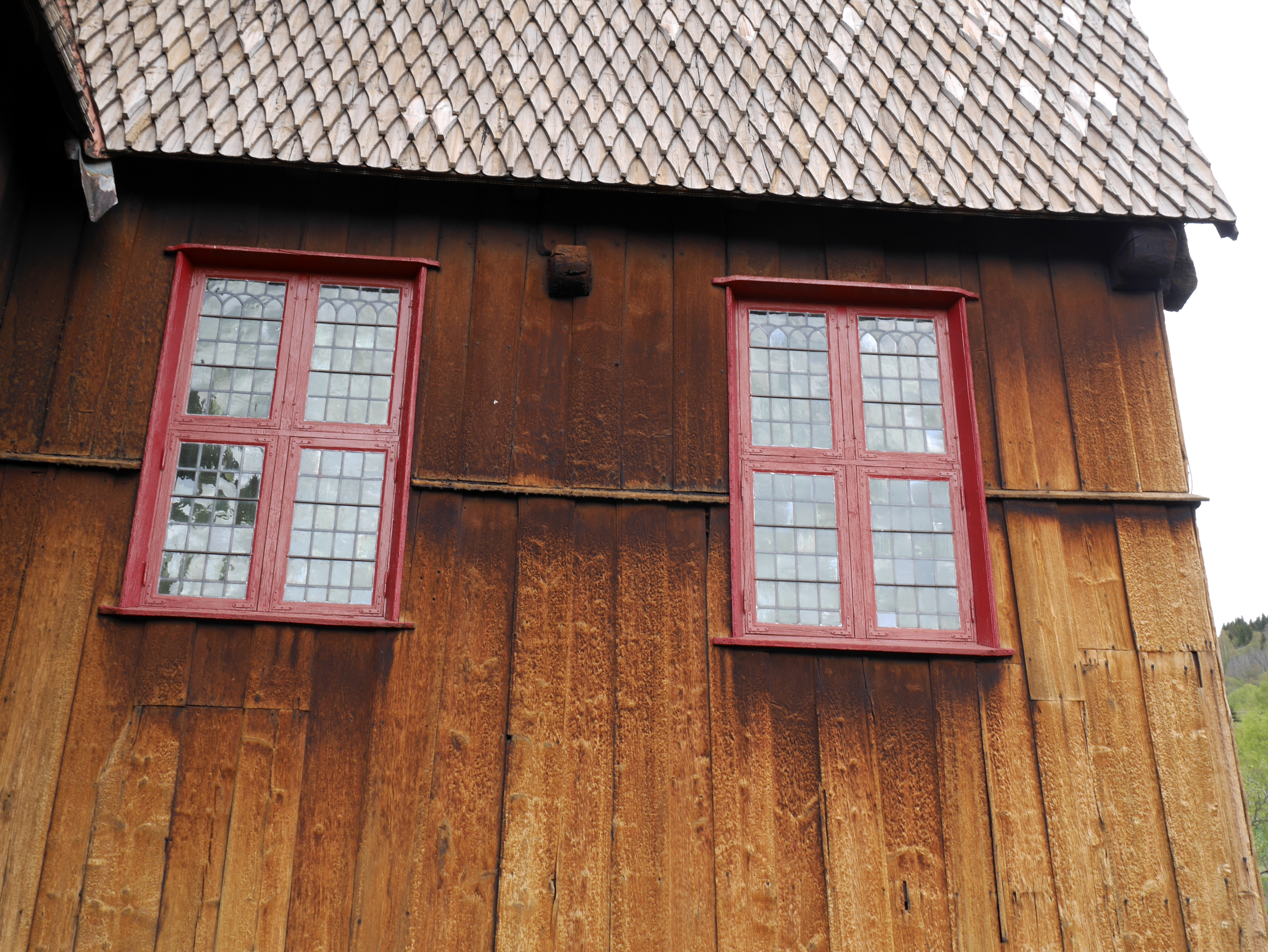